# Łowcy potworów
Łowcy potworów (ang. The Monster Squad) – amerykański film dla młodzieży, łączący elementy filmu komediowego i horroru.

## Fabuła
Wampir Drakula planuje zawładnąć światem. W tym celu ściąga grupę potworów, takich jak Wilkołak, potwór Frankenstein, czy Mumia. Grupa dzieci przypadkowo odkrywa jednak jego diabelski plan i postanawia mu przeszkodzić...

## Obsada
- Andre Gower – Sean
- Robby Kiger – Patrick
- Stephen Macht – Del
- Duncan Regehr – Hrabia Dracula
- Tom Noonan – Potwór Frankensteina
- Brent Chalem – Horace
- Ryan Lambert – Rudy
- Ashley Bank – Phoebe
- Michael Faustino – Eugene
- Mary Ellen – Trainor Emily
- Michael Reid MacKay – Mumia
- Tom Woodruff Jr. – Gill-man
- Carl Thibault – Wilkołak
- Stan Shaw – Detektyw Sapir
- Jack Gwillim – Abraham Van Helsing
- Mary Albee – Dziewczyna w spiżarni / Wampirzyca
- Brynn Baron – Dziewczyna w spiżarni / Wampirzyca
- Julie Merrill – Dziewczyna w spiżarni / Wampirzyca
- Sonia Curtis – Dziewczyna ze wsi
- Robert Lesser – Tata Eugene’a
- Lisa Fuller – Siostra Patricka
- Leonardo Cimino – Straszny niemiecki facet
- Charly Morgan – Wampirzyca ze szczurem